# Isola del Gran Sasso d'Italia
Isola del Gran Sasso d'Italia é uma comuna italiana da região dos Abruzos, província de Teramo, com cerca de 4.878 habitantes. Estende-se por uma área de 83 km², tendo uma densidade populacional de 59 hab/km². Faz fronteira com Calascio (AQ), Carapelle Calvisio (AQ), Castel Castagna, Castelli, Castelvecchio Calvisio (AQ), Colledara, Fano Adriano, Áquila (AQ), Pietracamela, Santo Stefano di Sessanio (AQ), Tossicia.

## Demografia
| Variação demográfica do município entre 1861 e 2011                               |
|                                                                                   |
| Fonte: Istituto Nazionale di Statistica (ISTAT) - Elaboração gráfica da Wikipedia |